# Дэвидсон, Мэтт
Мэттью Глен Дэвидсон (англ. Matthew Glen Davidson; 26 марта 1991, Юкайпа, Калифорния) — американский бейсболист, инфилдер клуба Японской лиги «Хиросима Тоё Карп». Выступал за ряд клубов Главной лиги бейсбола

## Карьера
Дэвидсон учился в старшей школе в Юкайпе. Затем он поступил в Университет Южной Калифорнии, выступал за студенческую команду «ЮСК Троянс». В 2009 году в первом раунде драфта Мэтта выбрала «Аризона Даймондбэкс». Дэвидсон подписал контракт с клубом, решив не продолжать обучение.
В 2009 году он сыграл в 72-х матчах за фарм-клуб «Якима Бэрз». В 2010 году после 113-и игр за «Саут-Бенд Сильвер Хокс» Дэвидсона перевели в состав «Висейлия Роухайд». В 2011 и 2012 годах Мэтт входил в сотню перспективных игроков младших лиг по версии сайта Baseball America. В 2012 году он выступал за «Мобил БэйБэрз» в лиге AA.
В 2013 году Мэтт играл за «Рино Эйсиз» в Лиге Тихоокеанского побережья. Был участником Матча всех звёзд будущего и признан его самым ценным игроком, а также стал победителем «Хоум-ран Дерби». 11 августа 2013 года Дэвидсона перевели в основной состав «Даймондбэкс». В тот же день он дебютировал в МЛБ, заменив травмированного Коди Росса.
16 декабря 2013 года Дэвидсона обменяли в «Чикаго Уайт Сокс» на питчера Аддисона Рида. Сезоны 2014 и 2015 он выступал в Международной лиге за «Шарлотт Найтс». 30 июня 2016 года «Уайт Сокс» перевели Мэтта в основной состав, но в дебютной игре он сломал ногу и выбыл на длительный срок.
6 апреля 2017 года в первом выходе на биту после травмы сделал трипл, а в четвёртом иннинге того же матча выбил первый хоум-ран в составе «Чикаго».
29 марта 2018 года в первом матче сезона с «Канзас-Сити Роялс» стал четвёртым игроком в истории МЛБ, выбившим три хоум-рана за матч в день открытия сезона.